# Daphné Corregan
Daphné Corregan, née en 1954, est une artiste-peintre et sculpteur française.

## Biographie
Daphné Corregan naît en 1954 à Pittsburgh. Elle vient en France en 1971 pour y étudier les disciplines artistiques. Elle est professeur à l'École supérieure d'arts plastiques de Monaco. Sa spécialité est la céramique, mais elle travaille aussi le bronze et le verre. Elle expose depuis 1981. Ses œuvres figurent dans les collections du Musée des arts décoratifs.

## Œuvres
- Femme papillon, raku, 45 cm, 1994[2]
- Tripoteuse, raku, 28 cm, 1995[2]
- Enfant noir, céramique enfumée, 65 cm, 1995[2]
- Femme couchée, 25 x 45 cm, 1996[1]
- Black Feet, céramique enfumée, 60 x 60 cm, 1997[1]
- Sans titre, céramique enfumée et cire, 2003[3]

## Expositions
- Galerie Capazza, Nançay, 2013[4]
- Kunstforum Solothurn, Solothurn, 2015[5]